# 足立レイ
足立レイは、合同会社メカニカルガールが開発中の等身大ヒューマノイドロボットである。

## 概要
正式名称は「HCI3-P0（Humanoid Character Interface 3 Prototype 0）足立レイ」。表情を変えて喋って歌う等身大のアニメ風美少女ロボットを目指して開発されている。知名度向上・資金の確保の一環で音声システム部分を音声合成ソフトとして公開・販売しており、公式サイトにて３Dモデルや立ち絵も公開されている。
2025年1月1日、一旦完成した。

## 容姿
髪は「試験機に適した遠くからでも見つけやすい色」としてオレンジ色、髪型は動きやすい様に短めでサイドテール、アンテナやライト、排熱口等を備えたヘッドセットを着用。関節部やボディの保護に衣服を使用しており、黒のインナーとパンツ・ニーハイソックス・フード付きパーカーとジャケットを合わせたような上着・キュロットスカート・手袋・スニーカーを着用している。

### スペック
- 身長：168cm（靴を含めると171cm）
- 体重：20kg
- 最大出力：2kW/h
- CPU：intel Core i7-7567U @3.5GHz
- ストレージ：1TB
- メモリ：32GB
- 最大連続稼働時間（内臓電源）：1h

## 開発経緯
開発者のみさいるは等身大美少女ロボット制作計画として等身大初音ミクロボット1号機、同2号機を製作したものの、手間と時間がかかる製造方法に悩まされていた。また、二足歩行機構にも課題があった。そのため、コンセプトや設計思想をこれまでの1、2号機から踏襲した第3世代機体の開発を開始した。まずテストヘッドから制作しようとしたものの素体だと不都合だった為に、キャラクターが作られ足立レイが誕生した。

## 音声
2018年6月18日にUTAUによる歌唱音源の配布が開始された。VOCALOIDをはじめ多くの合成音声音源が元となった人間からの音声提供を元に作られている中、足立レイは複数の正弦波をCSM音声合成を用いて重ね合わせることで擬似的に人の声を再現しており、音声提供者が存在しない完全な人工音源となっている。
2021年10月23日にはA.I.VOICEを用いた話し声音源が発売された。同年3月9日から3月29日まで行われたクラウドファンディングで資金を集めて制作されたが、最終集計金額が454万7039円と第1ストレッチゴール（450万円）を突破したため、感情スタイルは喜びだけ実装された（もし550万円突破していれば悲しみ、650万円突破していれば怒りが実装される予定だった）。また、人間の声を再現することが本来のコンセプトであるA.I.VOICEと異なり、本製品は人間の声を再現する目的はないことから、製品名には「A.I.VOICE」ではなく「レプリボイス」が冠されている。